# André Luiz Moreira
André Luiz Moreira (São Paulo, Brasil, 14 de noviembre de 1974) es un exfutbolista brasileño. Su posición era mediocampista y su último equipo fue San Jose Earthquakes  de la MLS.

## Trayectoria
André Luiz comenzó su carrera profesional en el São Paulo donde disputó 90 encuentros marcando 9 goles, debutó el 28 de febrero de 1993, en un partido ante el Bragantino.

## Selección nacional
Ha sido internacional con la Selección Brasil en 19 ocasiones y ha anotado 2 goles. Su debut como internacional se produjo el 22 de febrero de 1995 contra la Selección de Eslovaquia. Ganó la medalla de bronce en los Juegos Olímpicos de Atlanta 1996.

### Participaciones en Juegos Olímpicos
| JJ. OO.                          | Sede | Resultado         |
| -------------------------------- | ---- | ----------------- |
| Juegos Olímpicos de Atlanta 1996 | EEUU | Medalla de Bronce |

## Clubes
| Club                 | País           | Año       | PJ | Goles |
| -------------------- | -------------- | --------- | -- | ----- |
| São Paulo            | Brasil         | 1993-1996 | 90 | 9     |
| Corinthians          | Brasil         | 1997      | 14 | 3     |
| Tenerife             | España         | 1997-1999 | 35 | 2     |
| Cruzeiro             | Brasil         | 1999      | 18 | 1     |
| Corinthians          | Brasil         | 2000      | 13 | 1     |
| Marsella             | Francia        | 2001-2002 | 22 | 2     |
| París Saint-Germain  | Francia        | 2002-2003 | 17 | 1     |
| Corinthians          | Brasil         | 2003      | 22 | 0     |
| Fluminense           | Brasil         | 2004      | 3  | 0     |
| Ajaccio              | Francia        | 2004-2006 | 54 | 6     |
| Santos               | Brasil         | 2006      | 13 | 0     |
| Jaguares             | México         | 2007-2009 | 34 | 4     |
| San Jose Earthquakes | Estados Unidos | 2009-     | 16 | 0     |

## Palmarés

### Campeonatos regionales
| Título              | Club        | Región              | Año  |
| ------------------- | ----------- | ------------------- | ---- |
| Campeonato Paulista | Corinthians | São Paulo           | 1997 |
| Copa Centro-Oeste   | Cruzeiro    | Región Centro-Oeste | 1999 |
| Campeonato Paulista | Corinthians | São Paulo           | 2001 |

### Copas internacionales
| Título                 | Equipo    | Sede           | Año  |
| ---------------------- | --------- | -------------- | ---- |
| Copa Libertadores      | São Paulo | Santiago       | 1993 |
| Supercopa Sudamericana | São Paulo | São Paulo      | 1993 |
| Copa Intercontinental  | São Paulo | Tokio          | 1993 |
| Recopa Sudamericana    | São Paulo | Belo Horizonte | 1993 |
| Copa Conmebol          | São Paulo | Montevideo     | 1994 |
| Recopa Sudamericana    | São Paulo | Kōbe           | 1994 |
| Juegos Olímpicos       | Brasil    | Atlanta        | 1996 |

(*) Incluyendo la selección